# Gose

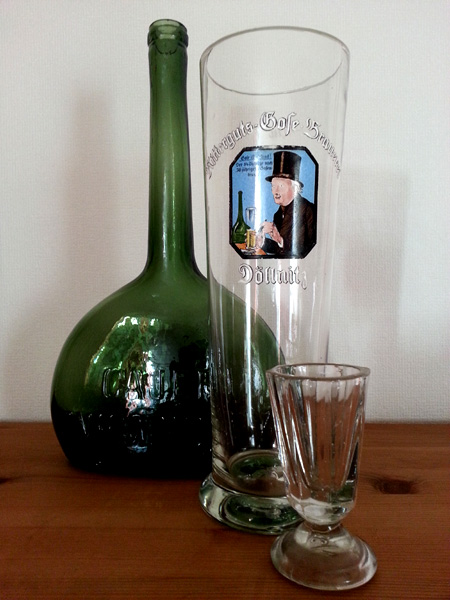
Láhev a sklenice na gose s panákem na allaš

Gose je starobylý německý druh piva. Vyrábí se svrchním kvašením ze sladu s nejméně polovičním podílem pšenice, do kterého se přidává kuchyňská sůl a mletý koriandr. Protože pivo dokváší ještě v lahvích, plní se do speciálních baňatých lahví ze silného skla s dlouhým hrdlem. Nápoj je kalný a má nažloutlou barvu, chuť je pikantní s ovocnými tóny a jen mírnou hořkostí. Obsah etanolu se pohybuje mezi čtyřmi a pěti procenty.

## Historie
Tento styl piva vznikl v Goslaru, podle kterého byl také pojmenován. Nejstarší písemná zmínka o něm pochází z roku 1332 (i když podle legendy si na gose pochutnával už císař Ota III.). V roce 1738 se toto pivo poprvé dostalo do Lipska, které se brzy stalo jeho hlavním producentem. Zpočátku se vyrábělo spontánním kvašením. Výroba i ošetřování tohoto živého piva byly vždy dosti náročné, což se odráželo na jeho vysoké ceně, přesto bylo oblíbenou specialitou pro návštěvníky známého lipského veletrhu. Po druhé světové válce produkce gose upadla. Pivovar v Döllnitzu ukončil činnost poté, co bylo jeho zařízení odvezeno do Sovětského svazu jako součást reparací. Přímo v Lipsku ještě vařil gose sládek Friedrich Wurzler, po jeho smrti v roce 1966 výroba ustala.

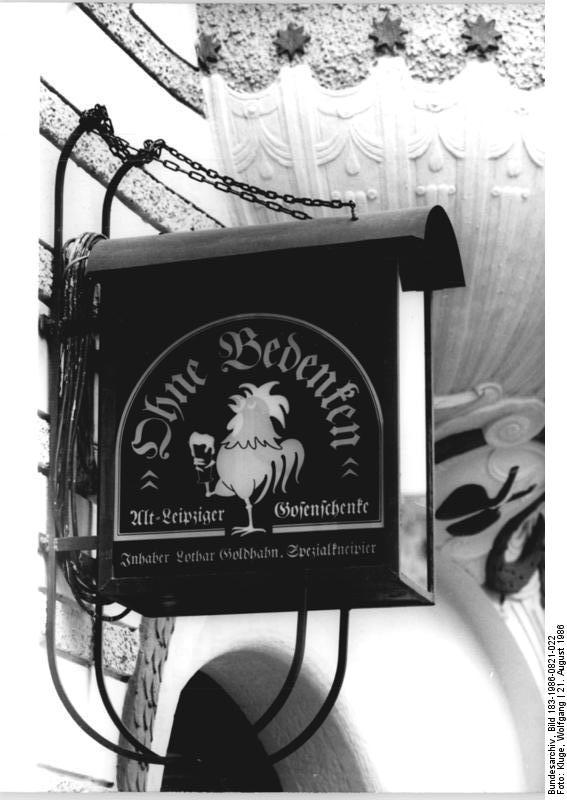
Vývěsní štít na Menckestraße (1986)

Tradici obnovil v roce 1986 Lothar Goldhahn v pivnici Ohne Bedenken na severním lipském předměstí Gohlis (název hospody údajně pochází z toho, že když hosté upadli do rozpaků nad nezvykle kalným pivem a ptali se, jestli se to dá pít, číšník jim bodře odpověděl „Ohne Bedenken“ – „Bez obav“). Po pádu komunistického režimu vznikla řada dalších podniků čepujících gose v Lipsku i mimo ně, největším je pivovarská restaurace na bývalém nádraží Bayerische Bahnhof. Gose vyrábí také některé minipivovary v severní Americe.

## Koktejly
Populárním míchaným nápojem v Lipsku je Regenschirm (deštník), který vznikne smícháním gose s další místní specialitou, kmínovým likérem allaš.